# 二二八事件的背景
二二八事件的背景，是中華民國國民政府1945年接管臺灣後施政不善，施政弊端頻傳，經濟發展倒退，加諸社會文化差異，屢有衝突，人民諸多不滿逐漸累積，終因圓環緝菸事件、公署衛兵開槍事件演變成全臺官民衝突。
1945年，國民政府接替日本治理臺灣，然而來台的軍政人員，甫經歷中日戰爭，抱持著勝利者的優越感對滿是日本風的臺灣生起排斥與歧視的心態:38:101-102:41，而長期在日本統治下的台灣人民，對於當時中國的社會風氣、生活習慣、衛生條件等缺乏瞭解，見聞了來台人員的言行之後，由原本的滿懷期望轉變成失望:41、43-44，又因來台人員的法紀觀念不佳而接連發生違法犯紀情事:37-39:23:70-77，與臺灣日治時期的軍政效率和治安形成明顯對比，使得臺灣人民對國民黨與長官公署感到反感。於是在政策不善、軍紀不佳、官員貪腐、經濟通膨、民眾失業、經濟倒退、歧視打壓等情形下，導致官民關係愈趨惡劣，終於因一起緝菸血案而使累積一年多的民怨爆發。

## 接管臺灣

1945年10月25日，在台北公會堂舉行受降典禮，受降典禮台上懸掛著同盟國英、中、美、蘇四國同等大小的國旗。

1945年，日本宣佈向美國、英國、中華民國、蘇聯等同盟國無條件投降，第二次世界大戰結束。盟軍最高統帥道格拉斯·麦克阿瑟元帥發佈軍事命令《一般命令第一號》，命令在中國（除滿州）、臺灣以及越南北緯十六度以北之日軍向代表同盟國的蔣中正投降，並命令日本及日本控制之軍事及民間政權協助同盟國占領日本及日本控制之地區:168:12。蔣中正是中國最高領導人，身兼中華民國國民政府主席及中國國民黨（簡稱國民黨）總裁。當時中華民國採行訓政體制，制定《中華民國訓政時期約法》，由國民黨行使政權、治權:143-144，指揮國民政府軍（或稱國民革命軍，為中華民國國軍的前身），是黨、政、軍合一的一黨治國體制。
美國與中國共同擬定對臺灣的軍事佔領、派遣情報機構調查，而後者更動接管計劃名稱與執行，積極宣傳是「臺灣光復」。蔣中正指派戰時主責規劃接收臺灣的陳儀為臺灣省行政長官兼臺灣省警備總司令，隨後先繼成立
「臺灣省行政長官公署」（下文簡稱長官公署，是日本統治結束到臺灣省政府成立的過渡機關）、臺灣省警備總司令部（常簡稱警備總部、警總）。兩機關於1945年9月28日合組「前進指揮所」。:170-171陳儀一人掌握了臺灣省的行政、立法、司法及軍事權力。
臺灣日治時期的近代化有出色的表現，但仍然屬於殖民地的角色，政治上的壓迫與經濟上的榨取使臺灣人飽受壓迫:43，此種對日本的不滿情緒後來轉化為對中國的期待。1945年10月5日，「前進指揮所」主任葛敬恩中將首先率領幕僚抵台並發號施令:24:4，結束臺灣自日本宣布投降以來的「政治真空期」:13。10月17日，陳孔達的國軍七十軍三千人連同政府官員，在盟軍飛機的掩護下，於浙江寧波由美軍運輸艦載運護送至臺灣基隆登陸，並進入臺北市，滿懷期望的三十萬民眾砌成人牆夾道歡呼熱烈迎接:20-26:4-5。1945年10月25日，陳儀代表麥克阿瑟委任的盟軍將領蔣中正來臺接受日本第十方面軍的投降，於此日起國民政府開始統治臺灣。

## 政治弊端

### 外省人壟斷權位
日本人投降撤出台灣後，滿懷期望的臺灣人原本認為應該有更多自治與參政的機會:23:26-28、39:43:18-19，但是在台灣政治方面，行政長官陳儀本人不僅集行政、立法、司法三權於一身，還身兼軍事大權，權力之大較過去的日本總督有過之無不及:18:35:6、11:107，而政府的中高級職位幾乎由外省人壟斷:19:39:48:19-20。行政長官陳儀以下九個處的十八位正副處長之中，只有一位副處長是自大陸返台的臺籍人士（即宋斐如，歿於二二八事件）:46:19；十七位縣市長中，僅有四位臺籍人士，且均為自重慶返台的「半山仔」，並不受台灣人歡迎:49:46-47。根據1946年11月由長官公署發表的統計，簡任及簡任待遇級官員，臺籍僅占0.82%；薦任及薦任待遇級官員，臺籍僅占6.63%:38，而且在極少數的薦任、簡任級臺籍人士當中，大陸返臺的半山就占據裡面的70%:47。曾擔任台灣省行政長官公署教育處秘書潘鼎元即指出：「服務機會不均等，如各機關高級人員以外省人居多，而臺灣同胞每多屈居下僚，所得待遇高低尤不公允」。
由於當時《公務員任用法》沒有迴避親屬任用的規定，雖陳儀於1946年3月及5月兩次通知省署各機關禁止任用近支親屬的指令，但沒有任何法源依據:100-102，許多機關單位充斥「牽親引戚」的用人作風，:19、23-24:40-42，案例不勝枚舉，最明顯的例子，如《民報》於1946年7月6日的社論抨擊陳儀已下禁令而司法機關仍是如此，指臺中地方法院之大部分職員為該院院長的親戚，佔全法院職員過半數，《二二八事件責任歸屬研究報告》將此說列入的「大陸人士」弊端例子，但時任院長饒維岳是臺灣苗栗竹南人，而法院為中央機關非該禁令通知對象:86-87,102；時任臺北縣縣長陸桂祥安插兩百餘名自己人，而不管其有無能力，並將許多原來的人免職，即使連一般公司、工廠，也同樣因為這種裙帶關係，而將求職青年排除在外；同年10月18日的社論指出：「不論是官銜、公司、工廠的大把交椅都被陌生的大哥坐滿，連下層員工都不錄用」；同年9月16日的社論指出：「牽親引戚、營私舞弊的腐敗政治，臺胞已討厭了，封建性包辦政治是更討厭的」:40-41。即使能謀得工作的人，也因為本省人與外省人的待遇不平等，同一級職同一工作，外省人的薪俸比較高，甚至高出一倍，這種差別待遇比起日治時期日本人與臺灣人的差距還大，因而臺灣人對此種情況感到更為痛苦:42:48:19-20。

### 官員貪污腐化
自國民政府接管臺灣以後，貪污案件的新聞報導不斷:21，如胡允恭化名張琴在中國共產黨辦的上海《文萃叢刊》提及任維鈞貪污五百萬、陸桂祥、「李卓芝」等案，這些指控有的事實、有的捕風捉影或誇大不實。傳言貿易局勾結商人，獲利一億多元:45-46；「閩臺區接收處理敵偽物資工作清查團」比對日產接收清冊之後，指貿易局局長于百溪接收物資短少27種涉嫌貪污瀆職，檢察官調查後發現清查團指的短少物資大多在接收總清冊第一倉庫，並查證于百溪說曾報告長官公署以實際接收數字為依據是事實，對于百溪處分不起訴:113；《民報》1946年7月11日稱專賣局「污財」遭專賣局臺北分區刊廣告及致函表示若無實據將提告，同月16日《民報》表示將該局貪污行為公開報上以答要求，用了半版篇幅報導:108-109；傳聞專賣局長任維鈞侵吞鴉片70公斤，私運香港變賣獲利，他回應鴉片是被白蟻吃掉的:24:47-48:102-103，檢查官將樣本送往臺灣省立衛生試驗所檢驗，判定蟻食確有其事，對任維鈞處分不起訴:116-117；1946年8月從上海傳出陳儀舊屬時任臺北縣縣長陸桂祥夥同裘區長變賣日方物資，得款一億多元:21，此案完全是人身攻擊，依公文紀錄該年5月時陸桂祥已向臺灣省行政長官公署揭發基隆區署區長裘伯紀貪污，呈請將裘撤職查辦，陸桂祥在同年9月10日縣府記者會回應「本府會計賬目簿冊齊全，隨時由省會計處派員檢查，又本府公庫制度，早經成立，任何人不能動用款項，非法收支也。」、「探悉裘區長有舞弊後，即派人調查，其後判明舞弊七十萬元，從調查結果報告長官公署，省公署，對於裘區長先撤辦，等候查辦。」，又傳事情爆發後陸桂祥叫人縱火把臺北縣政府會計室及稅捐稽徵室焚毀以湮滅證據:24-26:48:102，但臺北縣政府失火是在同年12月11日，由三和銀行辦事處起火，根本無關，同年10月底，全縣米代金及生活津貼除蘇澳區署焚燬而無法查明蘇澳的部份，省會計處派員查帳已查對完成公布，然而關於陸桂祥的謠言至今仍在權威學術圈引用；胡允恭指臺灣省行政長官公署秘書長葛敬恩女婿「李卓芝」擔任台灣省印刷紙業公司總經理，亦涉及「劫收」臺灣貪污兩千餘萬元，但葛敬恩之子葛天惠否認葛敬恩有這位女婿，表示葛敬恩2位女兒都是1949年前後在上海結婚，夫婿都不姓李；臺灣印刷紙業有限公司首位總經理吳長炎1946年8月上任，至該公司撤銷為止歷任陳瑜叔、林良桐。
事件爆發之際，臺灣省行政長官公署秘書長葛敬恩、民政處處長周一鶚、財政處處長嚴家淦、工礦處處長包可永等陳儀在福建時期舊部被臺灣人團體指責為陳周遭貪官污吏之「四兇」，導致政治黑暗、米糧外流、人民無穀為炊，被指名要求究辦。其中葛敬恩被蘇新指為收受、侵吞原日本台灣總督安藤利吉的黃金，蘇瑤崇考證此為不實傳言，和葛敬恩毫無關聯，是美國軍官案件:51。
貪污案件不僅出現在高官，連檢察官、法院院長、教師都貪污，金額也不少:26:21。就《民報》一家報紙而言，自1945年國府接管臺灣至1947年二二八事件發生的短短一年多之間，貪污案件的報導就有五十件，若再加上其他報紙以及未曝光者，則不知其數，臺灣人目睹這種情景，則感到失望與悲憤:27  。《民報》於1946年10月26日的社論〈祖國的懷抱〉即指出：「祖國的政治文化的落後，並不使我們傷心，最使我們激憤的，是貪污舞弊，無廉無恥」:45。在說明二二八事件起因時，民眾對官員貪腐的反感似為通說，依據現有的檔案來看，專賣局和貿易局2案與輿論中民眾所見有所不同，事件之爆發出於民眾對官員貪腐的反感為實，但官員是否普遍貪瀆無能，難以一言蔽之，但弊案可見長官公署的能加無法支持陳儀的國家社會主義政策:120-121。

### 軍隊紀律敗壞
駐臺國軍因為軍紀敗壞，造成嚴重的治安問題與社會動盪:70。許多軍人除了偷竊以外，耍賴、詐欺、恐嚇、調戲、搶劫、打家劫舍、強姦、殺人，無惡不做:38:73:23。不僅乘車不買票、買物不給錢、看戲不買票，反而開槍示威，因而惹起了無數糾紛，也激起臺灣民眾無法抑制的憤怒:37:21。軍人不僅洗劫臺灣人、也洗劫日本人，有時不同派系的軍人恰巧同時搶同一戶人家，為了爭奪搶劫目標而互相打鬥:39。軍人下手的目標，除了民眾以外，許多公共設施，如電話線、水道管、消防栓等都被偷走，連鐵路自動開關和信號也被拆除變賣，直到發生幾次嚴重車禍才被發覺:39。軍人開槍滋事的案件，屢見不鮮，僅就1946年2月上旬於《民報》報導關於軍人開槍等胡作非為的新聞，就有五起:75-76:37，曾任駐臺國軍憲兵第四團團長高維民於回憶錄〈台灣光復初時的軍紀〉上面說：「由於軍隊紀律廢弛，一言以蔽之，姦淫擄掠」、「當時我已經看定了這個地方會出問題」:76。因為國軍初抵臺灣當時受到臺灣民眾的熱烈歡迎，後來又見到軍人殺人越貨、魚肉鄉民的作為，臺灣民眾內心遭受很大的打擊:38-39:76-77。當時的省參議員韓石泉於1956年發行的〈六十回憶錄〉對此表示：「隨身攜槍之士兵警員特多，因此時肇事端……此實為惹起二二八事件之導火線。」:77

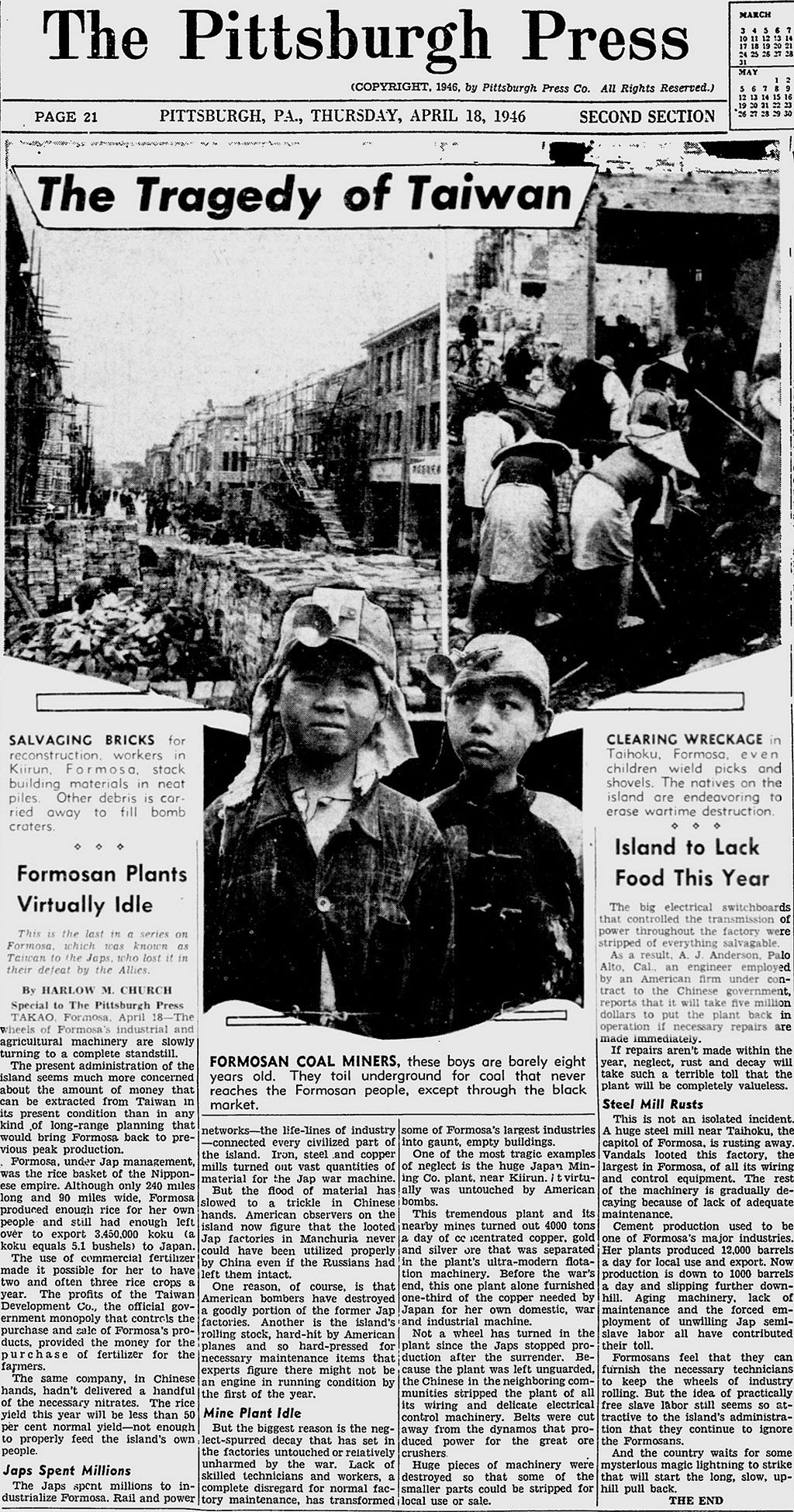
1946年4月18日的美國《匹茲堡新聞》，標題：The Tradegy of Taiwan（臺灣的悲劇）指「兩個只有八歲的男孩在地底下辛苦挖煤」、「礦場停擺」

]

## 民生經濟

### 掏空民生物資
行政長官公署讓資源委員會將台糖公司在戰後所接收的15萬噸白糖列為敵產，無償轉交給貿易局，運往上海出售，傳售款由四大家族與陳儀所屬的政學系分贓殆盡，導致臺灣糖價暴漲，而且比在上海還貴，並使臺糖缺乏再生產資金，轉而向台灣銀行大量貸款，引起省參議員王添灯在議會對陳儀的憤慨指責，而依檔案紀錄1946年6月行政院同意售款1/8歸臺糖公司收入，其餘歸行政院:69,72:24:45-46:79:110-111；。天津《大公報》於1947年2月21日的社論〈請愛護臺灣這片乾淨土〉指出：「就物質往來論，祖國大陸是佔了臺灣的便宜的。多少糖由那裏運出來，多少煤、多少香蕉、波羅蜜由那裏運出來。」:62就工廠而言，在陳儀政府接收後，許多工廠的成品、原料、機械、廠房逐一被變賣到上海，造成大量工廠的關閉，導致民生用品缺乏與大量人口失業:58-59。另外，在臺灣嚴重米荒之際，飢餓的臺灣人在配糧處大排長龍，傳言接收大員則將一船船的臺灣白米走私到日本，換取一箱箱的黃金，中飽私囊，於是使得接收大員來到臺灣沒有多久就一一「五子登科」，即取得了位子、條子（金條，一說鈔票）、房子、車子、女子，又傳上海的米大多數來自臺灣，價格卻遠低於原產地，但依紀錄中央的的供米指示則因臺灣本身糧食不足，全遭到長官公署拒絕運出臺灣，蘇瑤崇考證官商走私白米到中國大陸的傳聞多於事實，因產地價比市場價貴，獲利微乎其微，這些傳聞是在米荒下民眾心中最合理的解釋:105-112:27:43:66,82:107。中國大陸記者唐賢龍就指出：「自從國內的很多人員接管以後，便搶的搶、偷的偷、賣的賣、轉移的轉移、走私的走私，把在國內『劫收』時那一套毛病，統統都搬到了台灣」:44。

### 統制經濟掠奪
國民政府接管臺灣以後，採取全面性的統制經濟:49。日本人所留下來的237家公司企業，六百多個單位，全被納入長官公署所屬各處室所設的27家公司來經營:29:49:68。對樟腦、火柴、酒、菸、度量衡等物品，全部納入專賣，然而「專賣局」所製的火柴、酒、菸品質差、價格又高，於是長官公署的專賣制度不但不能賺錢，還造成赤字，除此之外，就連許多民生物資，也都被納入統制之列:50:77:110，如此專賣統制措施，不僅不替臺灣的建設著想，反而自臺灣剝削私利，引起臺灣人的不滿:50-51。另一個統制經濟的代表機構則為「貿易局」，貿易局壟斷全臺灣的進出口貿易，舉凡樟腦、米、糖、鹽、鳳梨、石炭、鋁、煤油、水泥、造紙、漁產等，凡是能賺錢的生產品，幾乎全由貿易局統制，也只有貿易局可以賣，公開大賺其錢與民爭利:30:52:76-78:21、26:110。官員以官商勾結、亦官亦商的行徑，從中獲取暴利，臺灣民眾則廣受其剝削，造成民生困苦，以及大量民眾失業:52:11。監察委員楊亮功和何漢文在1947年4月的二二八事件調查報告中對此指出：「因貿易局之統制，使臺灣一般商人均受極端之約束；因專賣局之統制，且使一般小本商人無法生存」:30:54。

### 嚴重通貨膨脹
由於官場貪污舞弊、外行領導內行，厲行統制經濟下，許多公營企業因為經營不善，不但資金不能自給自足，還要擴充生產設備、購買原料，所需資金都向銀行貸款，於是臺灣銀行一向以公營事業及交通事業為主。因為貸款的增加，使銀行印製鈔票因應，造成通貨膨脹、物價上漲，因此又再增加公營企業對資金的需求，形成通貨膨脹的惡性循環:30-31:58:7、11。另外，由於盟軍的轟炸，超過半數的工廠沒有開工，接收者又不善經營，造成生產大減，加上糖等物資大量運往中國大陸，造成臺灣可用物資大減，也促使通貨膨脹:31-32:61。就米價而言，自1945年8月至1947年1月，臺北市零售米價漲了四百倍。1947年初，中國大陸物價指數最高的上海，還不及臺灣的物價，同樣一擔米，在上海只賣二千元，在臺灣要賣四千元:81。1947年1月，一千元法幣可換36元臺幣，到了2月，卻漲至56元臺幣，當時在臺灣的中國大陸記者唐賢龍就說：「法幣在中國，幾乎到處跌價，隨時貶值；但在臺灣卻是唯一的例外。不但不漲價、不貶幣，且反而大走紅運，步步高升！」:83由於以不值錢的法幣換臺幣到臺灣買東西，都比在中國大陸便宜，於是中國大陸的軍政機關一味地利用不值錢的法幣換取臺幣，在臺灣搜刮物資:62。

### 糧食極度匱乏
隨著物價的暴漲，影響層面最大的，是緊接而來的米荒與饑荒問題:32:81。1945年11月27日，長官公署為實施糧食配給制度，組織二十餘隊「糧食勸徵隊」到全臺灣各地徵糧:64:24，收購價還不到農民的成本，平均臺灣每人每日配米8兩，遠低於在中國大陸國軍的25兩，於是臺灣人一天只夠吃一頓米飯，而臺北市到1945年12月中旬就停止配給:64。米價開始上漲時，長官公署為了平息民怨，採取限制米價以及拋售存糧，以每人每週僅配給2公斤應急，但屬無濟於事:32 ，一般的公務員與平民已經無力購買米糧，只能吃番薯雜糧、地瓜葉，恆春一帶的貧民則吃檳榔葉填肚。1947年2月12日，萬華民眾發現某米商稱無米但實際囤米，群起喊打並到各米庫取出庫存米到龍山區公所平糶，萬華各處藉此機會檢舉奸商，臺北市市長緊急到龍山區公所向三千多人喊話團結檢舉囤米奸商:298-299，臺灣省政治建設協會艋舺分會於隔天13日糾眾一千餘名臺北市民於艋舺龍山寺遊行請願，向臺灣省行政長官公署和臺北市政府要求解決米荒之事，後來遊行人數增加到數萬人，公務員也加入遊行，直到臺北市市長出面再次喊話協力政府檢舉奸商，民眾才拍手歡呼解散:66、91。《人民導報》於1947年2月22日第3版報導：「饑民僵斃路上，令人慘不忍睹」:33-34:85-86，這種「路有凍死骨」的慘況普遍發生在整個臺灣:86。

### 失業問題嚴重
由於國民政府接收工作脫節、生產事業萎縮與停頓，以及海外臺僑及戰後復員的軍伕紛紛回到臺灣等種種因素，造成失業人口激增:66。很多工廠因原料缺乏而關閉，接收人員為了安插中國大陸來臺人士，將公營企業的臺籍員工裁員:34，1945年11月至1947年2月，每月因弊案、曠職等原因革職的臺鐵員工均在數十至上百人間，加上日籍人員要遣返，為補足此大量開缺，臺鐵向大陸招募人員，過程中亦指定招聘華北、華中的臺籍站長:107,123-124。對此，長官公署沒有採取有效措施解決問題，省署民政處1946年10月中旬公布的調查登記失業人數達1萬3千餘人:35:81，同年11月初《民報》報導工業界人士推估臺灣失業人數約為3萬2千餘人；1947年2月23日刊出的臺灣省訓練團學員座談會紀錄中，學員稱1946年底《台灣新生報》社論說臺灣失業人口約為45萬人。民眾為了生活，鋌而走險淪為盜賊的人數日益增加，造成治安惡化。不願偷盜的人就淪落街頭當乞丐。若不願偷盜、行乞的人，往往以自殺結束生命:35:66-68。就算有職業的人，也可能領不到薪水，在在顯示戰後臺灣人民的生活比日治時期更加困難:68-69。

## 社會文化

### 文化語言衝突

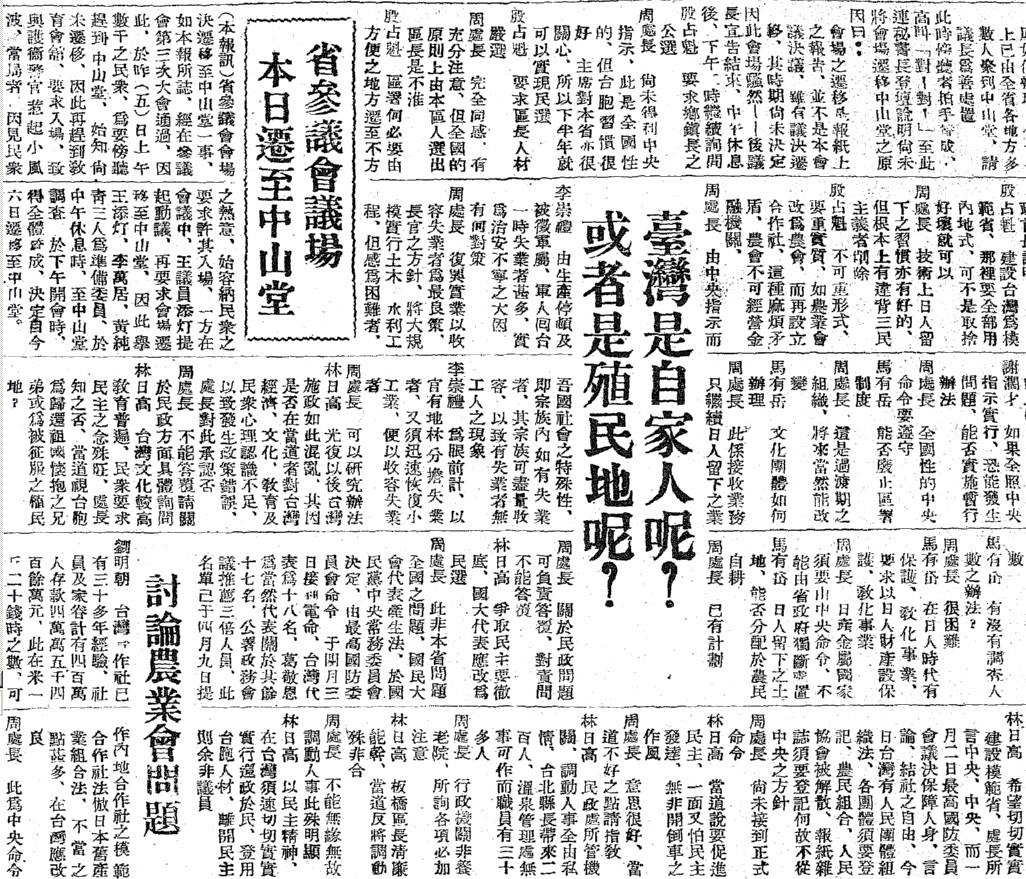
《民報》1946年5月6日報導臺灣省參議員林日高質詢長官公署民政處長周一鶚「當道視臺胞為還祖國懷抱之兄弟或為被征服之殖民地？」周表示因非關民政而無法答覆，林日高再要求「國大代表應改為民選」，周表示是全國性問題。該年10月臺灣省制憲國民大會代表為參議會間接選舉。

臺灣跟中國大陸分治五十年，兩邊已呈現相當大的差距:40:90。1945年臺灣每人平均分配發電容量是大陸的50倍，臺灣的工業化程度遠超過大陸，學齡兒童就學率、識字率也高於大陸，而且40歲以下幾乎沒有文盲，足以顯示臺灣較中國大陸有長足的進步:90-94:43-44。蔣介石在1945年2月於重慶舉辦的「臺灣省行政幹部訓練班」致詞時表示：「日本治臺多年，成績甚佳」。除了硬體以外，在軟體方面，由於日本文化的影響，臺灣人普遍養成整潔、守法、守時、負責盡職等等習慣與觀念，也提升了社會文化、改變了生活品質:41:90-94。但是由於臺灣人長期受到日本人的壓迫，對中國自然加以理想化而嚮往，後來才發現與心目中的中國差距甚大，心裡便產生不適應與失落感:84:23、26-27。至於大陸人方面，由於臺灣人以臺語和日語溝通，對於北京話相當陌生，而中國大陸來臺人士面對這種語言溝通問題即產生困擾，就剝奪不懂北京話的臺灣人服公職的權利:40:19。另外，由於中國歷經中日戰爭的緣故，使得戰後來臺的大陸人對於臺灣到處充滿日本氣息，覺得刺眼與反感:41:98-99，來自中國大陸的接收大員並以「征服者」、「戰勝者」的態度對待臺灣人，使臺灣人深感不平:101:22-23:101。北平《民主周刊》於1946年3月18日的〈臺灣的隱憂〉文章中說：「接收人員那種耀武揚威的戰勝者姿態，和一個侵略者在別人的土地上有什麼兩樣呢？」香港《青年知識》於1947年3月16日的文章〈臺灣的災難〉中說：「我們的接收官員都是一群帶有強烈掠奪性的親戚同鄉等關係結合的封建集團，他們以新征服者的姿態出現，用元朝對待南人一樣的態度，對待臺灣同胞。」:102由此可知，戰後臺灣人對於來自對岸的文化，已經產生隔閡與適應不良:102-103，而雙方的心結與怨憤，造成了日後的各種衝突:42。

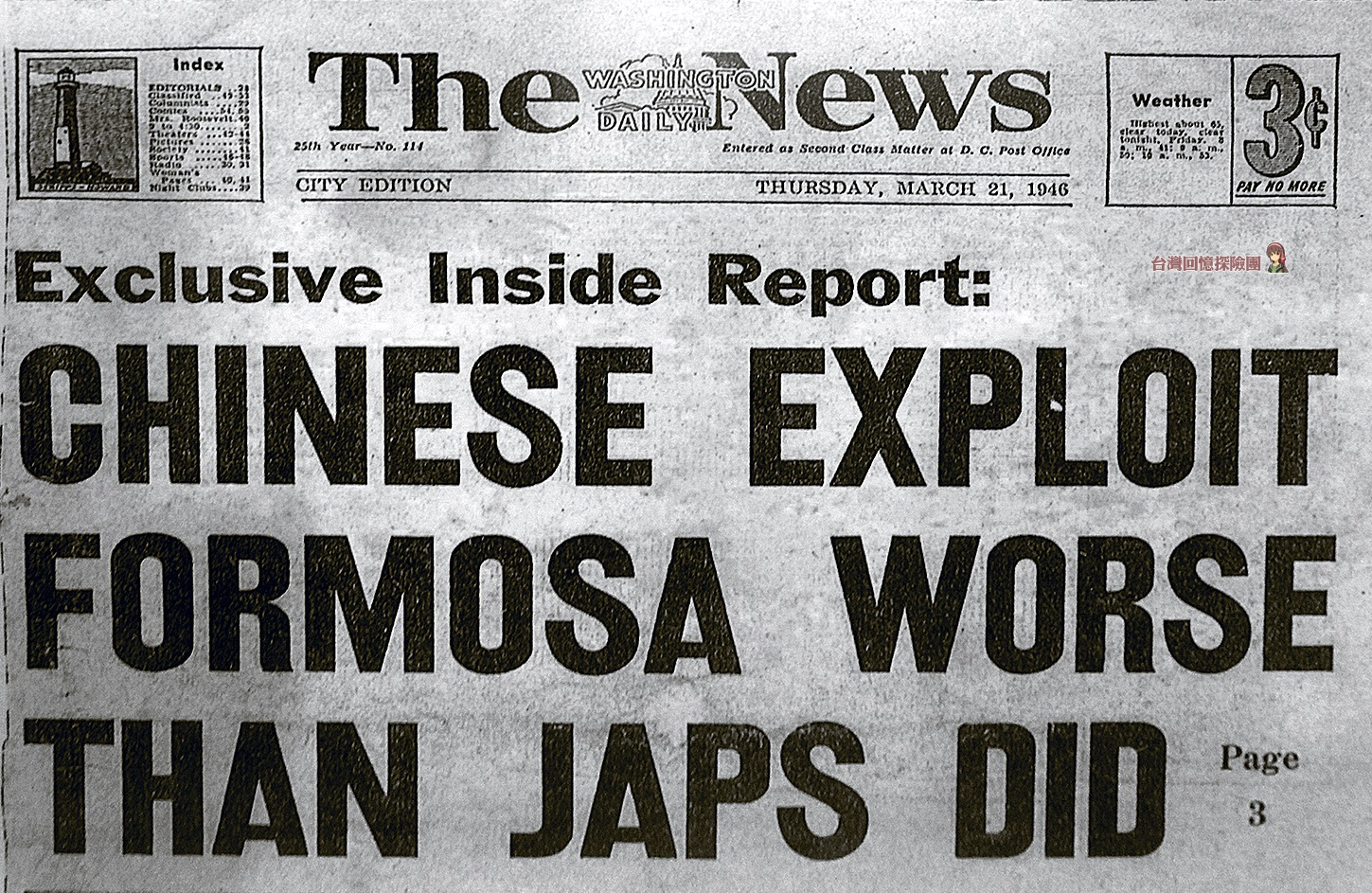
1946年3月21日，美國《華盛頓每日新聞》大篇幅報導「中國人剝削臺灣比日本人更嚴重」（CHINESE EXPLOIT FORMOSA WORSE THAN JAPS DID）。

### 歧視臺灣人民
臺灣省行政長官公署及握有控制權的外省人並不信任臺灣人，認為他們被日本化、皇民化，乃至於奴化，其誤解及歧視「斷非臺灣人民所能接受」:71。當時中華民國國語為官話，而本省人不熟悉此種語言，致使本省人在政治、經濟、社會，以及工作職位相關層面上遭遇不平等待遇，更造成族群隔閡。
詩人王白淵於1946年1月25日在《政經報》發表的〈告外省人諸公〉表示，許多外省人認為臺人被日本奴化五十年，但臺人幾乎沒有被奴化。他認為，不熟悉國語就是被奴化的見識「過於淺薄」，外省人對台灣省抱有殖民者似的優越感，加深了兩者隔閡。:100-101。《民報》於1947年2月19日的一篇〈可怕的心理破壞〉社論中寫著：「（外省人）時常說我們（本省人）奴化，當初我們很憤慨，不知道指什麼為奴化，現在我們已經瞭解了，奉公守法，即是奴化，置禮義廉恥於度外，才能夠在這個『祖國化』的社會裏生存」:108。